# 処置
| ウィキペディアには「処置」という見出しの百科事典記事はありません（タイトルに「処置」を含むページの一覧/「処置」で始まるページの一覧）。 代わりにウィクショナリーのページ「処置」が役に立つかもしれません。 |